# Carme Alemany Gómez
Carme Alemany Gómez (Barcelona, 1939-Barcelona, 24 de setembre del 2021) va ser una sociòloga i feminista catalana, pionera en investigacions sobre dones i educació, ocupació i tecnologia.

## Biografia
Va estudiar Sociologia a la Sorbona al voltant del maig del 68, i quan va tornar a Espanya va acabar creant el 1988 el seu propi centre d'estudis, Centre d'Estudis Dona i Societat (CEDIS).

### Trajectòria investigadora
Des del CEDIS, va participar en algunes de les investigacions més capdavanteres i innovadores sobre dones i educació, ocupació i tecnologia. Les seves investigacions es van plasmar en llibres i articles que segueixen sent referents. Entre elles, el llibre Jo no he jugat mai amb Electro-L, de 1992. Una anàlisi de la situació de les primeres dones estudiants d'Enginyeria de Telecomunicacions. Dinterès per incorporar més dones a les enginyeries.
La seva aportació a l'estudi de les dones i l'ocupació a Les dones i el treball: ruptures conceptuals (1994), va acostar els estudis feministes de la sociologia i l'economia del treball de fora d'Espanya. També el 1994 va publicar, amb altres col·laboradores europees, Bringing Technology Home, que mostra com l'androcentrisme present en la producció dels electrodomèstics.
Va crear ella mateixa un programari per a l'anàlisi de dades qualitatives abans que altres programes es fessin populars.

### Trajectòria feminista
Va combinar l'activisme feminista amb el seu feminisme professional acadèmic —des de fora de l'acadèmia. És considerada una referent en el feminisme llibertari, una pionera del feminisme dels carrers, les assemblees, les manifestacions i les vagues feministes. En els últims 50 anys de feminisme, Carme Alemany hi va ser.